# 非诚勿扰2
《非诚勿扰2》（英語：If You Are the One 2）是2010年12月导演冯小刚执导的一部贺岁喜剧电影，又名《不省心》。这是冯小刚导演继《夜宴》、《集结号》之后，重回贺岁档，拍摄的一部电影，同时也是其2010年继《唐山大地震》后冯小刚导演的第二部影片，为2008年电影《非诚勿扰》的续集。
电影以轻松幽默的手法，续写海归秦奋回国征婚的故事。此片在中国大陆的最终票房约5亿人民币，成为当年最卖座的电影之一，仅次于姜文导演的《让子弹飞》及其本人的《唐山大地震》。

## 故事大綱

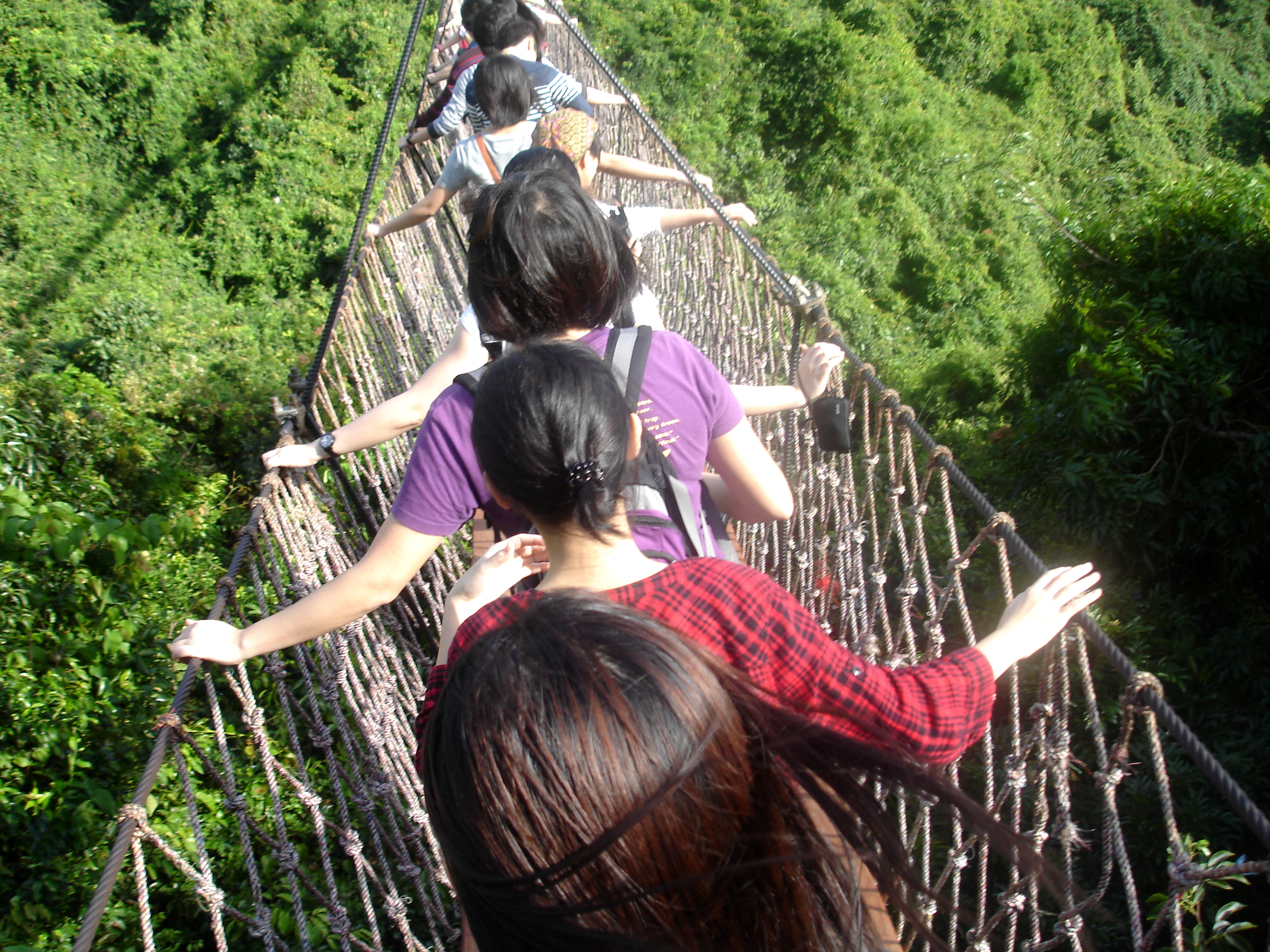
因本電影而聞名的吊橋

影片开始由张涵予的旁白引出本集故事与上集的衔接，梁笑笑（舒淇 饰）死里逃生，与方先生一段感情终于了结；秦奋（葛优 饰）以为得到佳人芳心，于是在慕田峪长城求婚。
二人的至交李香山（孙红雷 饰）和芒果（姚晨 饰）夫妇结束了五年的婚姻。秦奋别出心裁，为其二位举办了一场颇为排场的离婚典礼。典礼过后，酒醉的芒果向笑笑提出试婚建议。
秦奋和笑笑去了三亚，租了一间风景秀丽的山间别墅，开始了啼笑皆非的试婚过程。但是，由于笑笑对秦奋的感情始终未能从好感升华至爱情，二人最终分手。
笑笑继续回到航空公司工作。秦奋回到北京，在李香山的邀请下，与台湾女孩轩轩（安以轩 饰）搭档主持旅游节目《带你玩》。期间秦梁二人从未见面。秦奋同香山吃饭时得知其绝症上身，并偶遇前来同一家饭店的芒果和笑笑。四人感慨万千。
秦奋邀请香山的亲朋好友到三亚，参加香山的人生告别会。笑笑，邬桑（邬逸聪 饰），芒果及其新欢李坚强（邵兵 饰），香山的女儿川川都在。香山与众人道别，同时劝秦奋和笑笑「婚姻怎么选都是错的，长久的婚姻是将错就错」。其后，秦奋陪香山乘船至海上，香山投海自尽。
经过此番生死感悟，秦奋再次向笑笑求婚，终获应允。

## 演員
| 演員   | 角色       | 備註           |
| ------ | ---------- | -------------- |
| 葛 優  | 秦 奮      |                |
| 舒 淇  | 梁笑笑     |                |
| 姚 晨  | 芒 果      |                |
| 孫紅雷 | 李香山     |                |
| 安以軒 | 軒 軒      | 主持人         |
| 廖 凡  | 建 國      |                |
| 邵 兵  | 李堅強     |                |
| 竇文濤 | 選美司儀   |                |
| 趙寶剛 | 趙學海     | 選美評委       |
| 馮紹峰 | 賓 客      | 客串           |
| 樂 嘉  | 拍賣會司儀 |                |
| 张馨予 | 馨 予      | 拍賣會代言模特 |
| 鄔逸聰 | 鄔 桑      |                |
| 關曉彤 | 川 川      | 李香山之女     |
| 張涵予 |            | 旁 白          |